# زن‌کشی

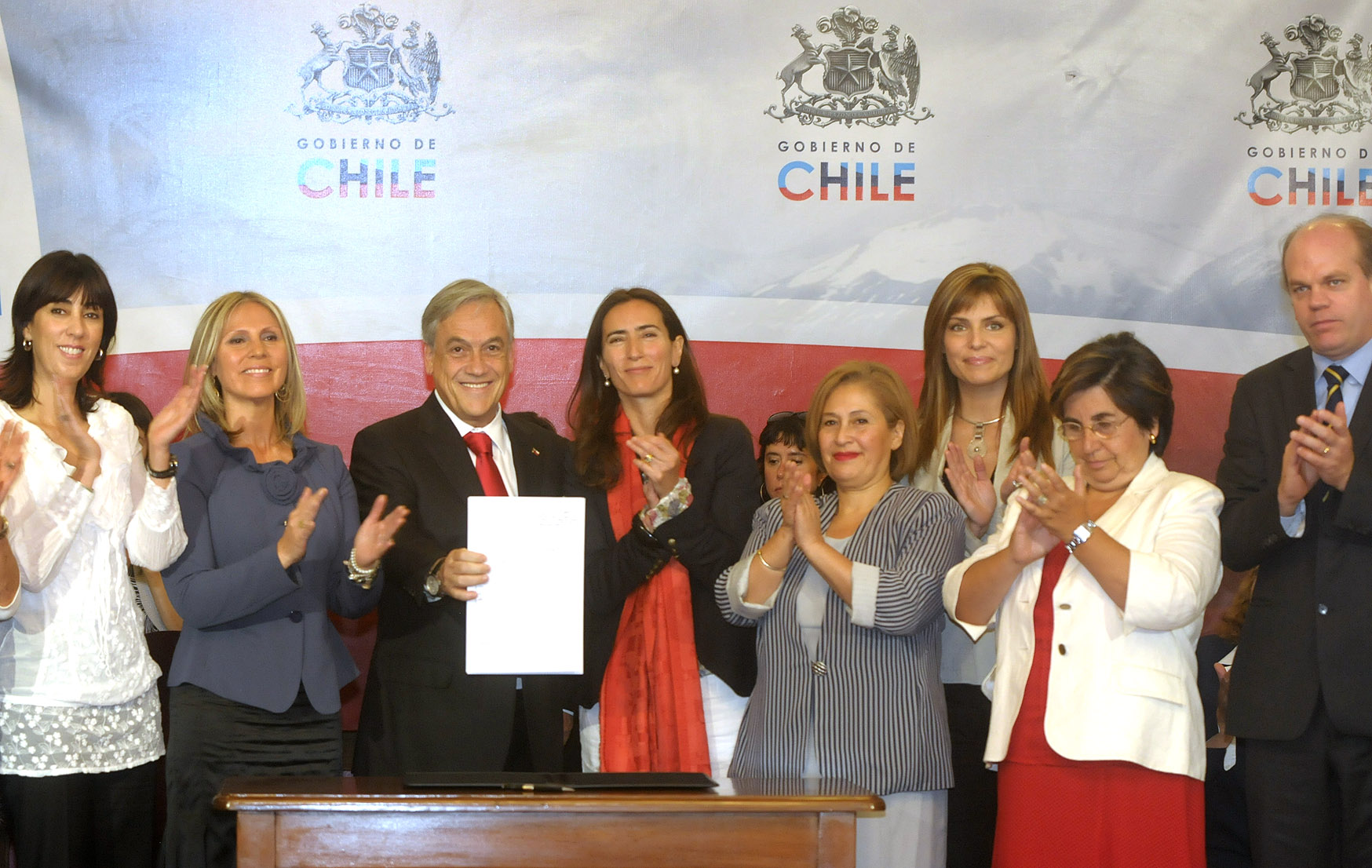
اعلامیه تصویب قانون علیه زنان کشی در شیلی، ۲۰۱۰

زن‌کشی (به انگلیسی: Femicide) یک اصطلاح جنایی ناشی از نفرت است که به‌طور کلی به عنوان قتل عمدی زنان یا دختران تنها به دلیل زن بودن تعریف می‌شود، اگرچه تعاریف آن بسته به بافت فرهنگی آن متفاوت است. دایانا ای اچ راسل اولین کسی بود که این اصطلاح را در دوران مدرن در سال ۱۹۷۶ تعریف و منتشر کرد. او این کلمه را اینگونه تعریف می‌کند: «کشتن زنان توسط مردان به دلیل زن بودن آنها». برخی دیگر بر نیت یا هدف این عمل که به‌طور خاص متوجه زنان می‌شود، تأکید می‌کنند زیرا آنها زن هستند. موارد دیگر شامل کشتن زنان توسط زنان است.
خشونت علیه زنان از هر ۱۰ زن، ۳ نفر را در طول زندگی تحت تأثیر قرار می‌دهد و تخمین زده می‌شود که ۱۳٫۵ درصد از قتل‌ها در سراسر جهان مربوط به شرکای صمیمی است که قتل‌های جنسیتی را شامل می‌شود. مخالفان استدلال می‌کنند که از آنجایی که بیش از ۸۰ درصد از همه قربانیان قتل مرد هستند، این اصطلاح تأکید بیش از حدی بر قتل زنان دارد که نسبت کمتری از قربانیان را تشکیل می‌دهند. با این حال، در ۴۰ درصد از قتل‌هایی که مقتول زن است، شریک عاطفی یا اعضای خانواده مسئول قتل هستند، در حالی که این نسبت برای مردان ۶ درصد است. علاوه بر این، مطالعه زن کشی یک چالش اجتماعی است.
یک اصطلاح جایگزین ارائه شده کشتار جنسیتی است که دوسوگراتر و فراگیرتر در نظر گرفته می‌شود. با این حال، برخی از فمینیست‌ها استدلال می‌کنند که اصطلاح جنسیت کشی تابوی موضوع قتل زنان را تداوم می‌بخشد و قدرت خاموش کردن مداوم ساختارهای مردانه مسلط در جامعه را ثابت می‌کند. انگیزه‌های زن‌کشی با انگیزه‌های آندروسیت بسیار متفاوت است. به جای تمرکز بر خشونت خیابانی، بیشتر زن کشی در خانه رخ می‌دهد، یعنی خشونت خانگی که همچنین شامل سقط جنین انتخابی نیز می‌شود.

## تاریخچه
اصطلاح زن کشی برای اولین بار در سال ۱۸۰۱ در انگلستان به معنای «کشتن یک زن» استفاده شد. در سال ۱۸۴۸، این اصطلاح در واژگان حقوقی وارتون منتشر شد. اصطلاح دیگری که مورد استفاده قرار می‌گیرد feminicide است که از کلمه لاتین femina به معنای زن تشکیل شده است.
استفاده کنونی با جنبش‌های فمینیستی دهه ۱۹۷۰ پدیدار شد، که هدف آن بالا بردن آگاهی و مقاومت زنانه در برابر ستم جنسیتی بود. این اصطلاح همچنین توسط فمینیست‌های رادیکال ابداع شد تا خشونت علیه زنان را آشکار کند. نویسنده آمریکایی، کارول اورلاک، به‌طور گسترده‌ای به عنوان آغاز کننده استفاده از این اصطلاح در این زمینه شناخته می‌شود. دایانا راسل این اصطلاح را در دادگاه جنایات علیه زنان در سال ۱۹۷۶ در حالی که «در اولین دادگاه بین‌المللی جرایم علیه زنان در بلژیک شهادت می‌داد» منتشر کرد. از سوزاندن جادوگران در گذشته، تا رسم رایج‌تر جدیدتر از نوزادکشی دختران در بسیاری از جوامع، تا کشتن زنان به عنوان «ناموس»، متوجه می‌شویم که زن‌کشی مدت‌هاست ادامه داشته است. اما از آنجایی که فقط شامل زنان می‌شود، تا زمانی که کارول اورلاک کلمه زن‌کشی را اختراع کرد، نامی برای آن وجود نداشت. تا همین اواخر، زن کشی در بسیاری از متون علمی وجود نداشت. زن‌کشی را می‌توان با استفاده از شدت خشونت، مانند دسترسی و تهدید با سلاح گرم، رابطه جنسی اجباری، تهدید به قتل، و خفه کردن شناسایی کرد. تعریف زن کشی نیز بر نابرابری جنسیتی از نظر تحصیلات، سطح اقتصادی و اشتغال متکی است.
دیانا راسل، نویسنده فمینیست، تعریف زن کشی را به «کشتن زنان توسط مردان به دلیل زن بودن» محدود می‌کند. راسل بر این ایده تأکید می‌کند که مردان با انگیزه‌های جنسیتی مرتکب زن کشی می‌شوند. او همچنین برای نشان دادن اینکه زن کشی هم برای دختران و هم برای نوزادان ممکن است رخ دهد، کلمه زن (woman) را با زنانگی (female) جایگزین می‌کند. راسل بر این باور است که تعریف او از زن کشی در مورد همه انواع قتل‌های جنسی خواه با انگیزه زن ستیزی (نفرت از زنان)، احساس برتری نسبت به زنان، لذت جنسی، یا با فرض مالکیت بر زنان صدق می‌کند. تعریف گسترده‌تر راسل از زن‌کشی این است: «زن‌کشی در انتهای زنجیره‌ای از ترور ضد زن است که شامل طیف گسترده‌ای از آزارهای کلامی و فیزیکی، مانند تجاوز، شکنجه، بردگی جنسی (به ویژه در فحشا)، آزار و اذیت جنسی (از طریق تلفن، در خیابان، اداره و کلاس)، ختنه کردن دستگاه تناسلی (کلیتوریدکتومی، برداشتن، انفیبولاسیون)، عمل‌های غیرضروری زنان (هیسترکتومی)، دگرجنس‌گرایی اجباری، اجباری عقیم سازی، مادر شدن اجباری (با جرم انگاری پیشگیری از بارداری و سقط جنین)، جراحی‌های روانی، محرومیت از غذا در برخی فرهنگ‌ها، جراحی‌های زیبایی و سایر ناقص سازی‌ها به نام زیباسازی می‌شود. هرگاه این اشکال تروریسم منجر به مرگ شود، تبدیل به زنان کشی می‌شود.»

## تعاریف دیگر
تعریف دایانا راسل توسط همه محققان به عنوان تعریف استاندارد برای زن کشی پذیرفته نشده است. ژاکلین کمپبل و کارول رانیان از واژه زن کشی برای اشاره به «همه قتل‌های زنان بدون توجه به انگیزه یا وضعیت مرتکب» استفاده می‌کنند این نویسندگان استدلال می‌کنند که تعیین انگیزه همیشه از نظر تجربی امکان‌پذیر نیست.

## انگیزه
زن‌کشی شامل قتل شریک صمیمی، لزب‌کشی (lesbicide)، زن‌کشی نژادی، زن‌کشی سریالی، زن‌کشی دسته‌جمعی، زن‌کشی مرتبط با قتل ناموسی و موارد دیگر است. هر گونه اقدام به قتل جنسی که منجر به مرگ زنان شود، زن کشی محسوب می‌شود. زن کشی پنهان همچنین در جرم انگاری سقط جنین منجر به مرگ مادر، گسترش عمدی ایدز، یا مرگ در نتیجه ختنه زنان شکل می‌گیرد.
رایج‌ترین شکل زن کشی در جهان، آن چیزی است که توسط شریک جنسی یک زن انجام می‌شود. که دست کم ۳۵ درصد از کل قتل زنان در جهان را تشکیل می‌دهد.
مناطق مختلف جهان زن‌کشی را به‌طور متفاوتی تجربه می‌کنند، به عنوان مثال، خاورمیانه و جنوب آسیا دارای نرخ‌های بالاتری از قتل ناموسی هستند: قتل زنان توسط خانواده‌شان به دلیل تجاوز جنسی یا رفتاری واقعی یا فرضی مانند زنا، آمیزش جنسی یا حتی زنانی که مورد تجاوز جنسی قرار گرفته‌اند.

## شریک
زن کشی شریک صمیمی، که گاهی به آن زن کشی عاشقانه می‌گویند، به «قتل یک زن توسط شریک صمیمی یا شریک صمیمی سابقش» اشاره دارد که می‌توانند شامل دوست پسر، شوهران یا شریک فعلی باشند.
۵ تا ۸ درصد از کل قتل‌هایی که توسط مجرمان مرد انجام می‌شود، موارد قتل شریک جنسی است. به عنوان مثال، بررسی منابع رسانه‌ای و اینترنتی در مورد هر قتل یک زن مسن بین سال‌های ۲۰۰۶ تا ۲۰۱۵ نشان داد که تمام موارد قتل زنان در اسرائیل منحصراً زن‌کشی شریک جنسی بوده است.

## نژادپرستی
جنبش امید، زن‌کشی نژادپرستانه را به‌عنوان کشتن زنان با انگیزه‌های نژادی توسط مردانی از نژادهای مختلف تعریف می‌کند. به گفته دایانا راسل و نویسنده همکار جیل رادفورد، نژادپرستی با خشونت علیه زنان ارتباط برقرار می‌کند و هم خود زن کشی و هم روش‌هایی را که جامعه محلی، پلیس، رسانه‌ها و سیستم قانونی به آن پرداخته‌اند، شکل می‌دهد. راسل، رادفورد و بسیاری دیگر از فعالان فمینیست بیان می‌کنند که وقتی به‌طور خاص به زن‌کشی در ایالات متحده نگاه می‌کنیم، باید سیاست جنسیت‌گرایی و نژادپرستی را در قتل‌های زنان سیاه‌پوست و عدالت کمی که اغلب اجرا می‌شود در نظر گرفت. پوشش رسانه‌ای به‌ویژه هنگام پوشش دادن قتل‌های سیاه‌پوستان در برابر زنان سفیدپوست می‌تواند نشان دهنده سوگیری در ابن مورد باشد. جیمی گرانت در مورد قتل ۱۲ زن جوان در بوستون می‌نویسد «... نژادپرستی در پوشش رسانه ای، که عملاً این قتل‌ها را در ابتدا نادیده می‌گرفت و بعداً قربانیان را با کلیشه‌های نژادپرستانه و جنسیتی به عنوان فراری یا روسپی نشان می‌داد، افشا می‌کند.» علاوه بر این، پاسخ پلیس و تحقیقات اغلب بر اساس نژاد قربانی متفاوت است.

## هوموفوبیک
به گفته دایانا راسل و جیل رادفورد، لزب‌کشی که به عنوان زن‌کشی همجنس‌گرا هراسی نیز تعریف می‌شود، سابقه طولانی در قتل قانونی لزبین‌ها در زمینه‌های فرهنگی مختلف دارد:
- تمدن روم: زن متأهلی که به دلیل انجام هرگونه فعالیت جنسی با زن دیگری محکوم می‌شد، می‌تواند توسط شوهرش به عنوان مجازات عادلانه برای جنایتش خود کشته شود.[۲۸]
- اروپای قرون وسطی: دکترین سکولار و مذهبی مرگ را برای لزبینیسم الزامی کرد. قانون معروف ۱۲۶۰ اورلئان در فرانسه ممنوعیت لزبینیسم را سکولاریزه کرد و مقرر کرد که در دو جرم اول زن عضو خود را از دست می‌دهد و برای جرم سوم او را می‌سوزاند.[۲۸]
- شکار جادوگران قرن پانزدهم: جادوگری با بدعت و همجنس‌گرایی مرتبط بود. عبارت femina cum feminus (زن با زن) اغلب یک اتهام در محاکمه جادوگران بود.[۲۸]

امروزه، لزبینیسم دیگر یک جنایت بزرگ نیست، اما همچنان توسط بسیاری از دولت‌ها جرم انگاشته شده و توسط اکثر ادیان محکوم می‌شود. شکنجه و قتل همجنس‌گرایان در همه نقاط جهان حتی در کشورهای توسعه‌یافته اتفاق می‌افتد. لزبین‌ها اغلب کشته یا شکنجه می‌شوند یا به‌طور کلی از حقوق آنها به دلیل نادیده گرفتن آنها از نظر قدرت سیاسی و نمایندگی اجتماعی محروم می‌شود. وقتی صحبت از کمپین‌های خشونت علیه زنان می‌شود، لزبین‌ها یا کنار گذاشته می‌شوند یا فقط در پاورقی شامل می‌شوند.
یک مطالعه موردی که در سال ۲۰۱۴ به‌طور عمیق تجزیه و تحلیل شد چندین مورد خشونت ضد دگرباشان جنسی، نشان می‌دهد که جنایاتی مانند لزب‌کشی حداقل تا حدی می‌تواند با نظریه‌های موجود بیش از حد مردانگی که «تحقق جنسیت» را مشاهده می‌کنند، توضیح دهد. این امر تأیید می‌کند که چگونه محققان نظریه‌پردازی کرده‌اند که چگونه ساخت مردانگی با جرایم جانبداری مرتبط است. یکی از اتفاقات رایجی که محققان جامعه‌شناسی پیدا کرده بودند، تشدید خشونت علیه اعضای دگرباش جنسی زمانی بود که با پیشرفت‌های دگرجنس‌گرایانه ناخواسته مواجه شدند.

## قتل‌های زنجیره ای
زن‌کشی سریالی به عنوان «قتل زنان از نظر اختلال سادیسم جنسی» که «تروریسم جنسی» نیز نامیده می‌شود، تعریف می‌شود. اگرچه بیش از ۹۰ درصد قاتلان زنجیره ای مرد هستند ولی حدود ۷ درصد نیز زن هستند.
قاتلان زنجیره ای مرد تمایل دارند از روش‌های وحشیانه تری برای قتل مانند خفگی و ضرب و شتم استفاده کنند. در مقابل، زنان از سم یا اقدامات خشونت‌آمیز کمتر استفاده می‌کنند. علاوه بر این، در حالی که درصد زیادی از قاتلان زنجیره ای مرد بر روی زنان به عنوان اهداف خود تمرکز می‌کنند، قاتل‌های زنجیره ای زن کمتر به‌طور انحصاری بر روی مردان تمرکز می‌کنند. برخی از قاتلان زنجیره‌ای مرد مانند جفری دامر و وین ویلیامز بر مردان به عنوان هدف تمرکز می‌کنند. شیوه‌هایی که قاتلان زنجیره‌ای در رسانه‌ها به تصویر کشیده می‌شوند، دیدگاه‌های مربوط به زن‌کشی و جنسیت در جامعه را بازتاب می‌دهد. اغلب، قتل روسپی‌ها، زنان کم درآمد و زنان رنگین‌پوست توسط قاتلان زنجیره ای در رسانه‌ها کمتر از قتل زنان جوان تر، زیباتر، مرفه تر مورد توجه قرار می‌گیرد. بر اساس گزارش تکمیلی قتل FBI، پلیس محلی گزارش داده است که حدود ۳۳۰۰۰ پرونده قتل زنان تا سال ۲۰۱۰ حل نشده باقی مانده است.
فمینیست‌هایی مانند دایانا راسل و جین کاپوتی به پیوندی بین افزایش قتل‌های زنجیره ای و ظهور پورنوگرافی باور دارند. به‌طور خاص، ظهور فیلم‌هایی که خشونت و قتل زنان را اروتیک می‌کنند، با خواسته‌های قاتلان زنجیره‌ای مرتبط است. تعداد زیادی از قاتل‌های زنجیره ای چون هاروی گلاتمن، کنت بیانچی، و لئونارد لیک از قربانیان خود در حالی که با خشونت آنها را می‌کشتند فیلم گرفتند. با این حال، ارتباط بین پورنوگرافی و قتل‌های زنجیره ای ثابت نشده است.

## دخترکشی
دخترکشی یا کشتن نوزادان دختر است که بدون توجه به پیچیدگی فرهنگی یک کشور در سراسر جهان یافت می‌شود. یک تصور غلط رایج این است که این مورد فقط مربوط به سقط جنین است، اما شامل «قتل دختر و کودکان دختر» نیز می‌شود. نوزادکشی دختر نقش مهمی در عدم تعادل جمعیت‌های جنسیتی دارد. در کشورهایی که نوزادکشی دختر انجام می‌شود، جمعیت مردان بیشتر از زنان است.

## در سراسر جهان

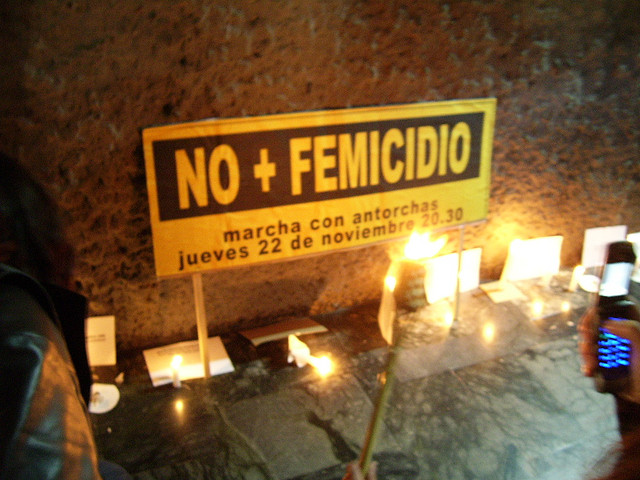
یادبود شمع در اعتراض به خشونت علیه زنان. تابلویی در بالای شمع‌ها نوشته شده است: نه + Femicidio (نه زن کشی). شیلی، ۲۰۰۷

هر سال به‌طور متوسط ۶۶۰۰۰ زن در سراسر جهان با خشونت کشته می‌شوند که حدود ۱۷ درصد از کل قربانیان قتل عمدی را تشکیل می‌دهند. در سال ۲۰۱۷ حدود ۸۷۰۰۰ زن و دختر در سراسر جهان کشته شدند. این عدد یعنی روزانه ۱۳۷ زن کشته می‌شوند. طبق گزارش سال ۲۰۰۰ صندوق جمعیت سازمان ملل متحد (UNFPA)، تقریباً ۵۰۰۰ زن هر ساله به دلیل قتل‌های ناموسی به قتل می‌رسند. نرخ زن‌کشی بسته به کشور متفاوت است، اما از میان ۲۵ کشوری که بالاترین نرخ‌های زن‌کشی را دارند، ۵۰ درصد آن در آمریکای لاتین است و السالوادور شماره یک در بین تمام کشورها را دارد. همچنین هفت کشور اروپایی، سه کشور آسیایی و یک کشور آفریقایی (آفریقای جنوبی) در بین ۲۵ کشور با بیشترین قتل زنان قرار دارند. در یک مطالعه سازمان ملل، از هر ۴ زن در ۲۵ کشور نخست، ۱ نفر موافق بودند که کتک خوردن به دلیل مشاجره با همسرشان یا امتناع از داشتن رابطه جنسی با او قابل توجیه است. به‌طور کلی، داده‌های مربوط به زن کشی در سراسر جهان ضعیف است و اغلب کشورها تفاوت‌های جنسیتی را در آمار قتل گزارش نمی‌کنند. افزون بر این گزارش دهی در مورد مهاجران به ویژه کمیاب است.

### آفریقا
این قاره بسته به کشور یا منطقه در زنان کشی متفاوت است. یکی از بزرگ‌ترین مشکلات بهداشتی در آفریقا اپیدمی ایدز است که تا سال ۲۰۱۷ بر ۲۵٫۷ میلیون نفر در جنوب صحرای آفریقا تأثیر گذاشته است. هر زمان که ایدز منجر به مرگ یک زن به دلیل زن ستیزی یا رفتار جنسی مردانه شود نوعی زن کشی در نظر گرفته می‌شود. ختنه زنان توسط سازمان بهداشت جهانی به عنوان برداشتن بخشی یا تمام دستگاه تناسلی خارجی زنان و/یا آسیب به اندام‌های ژنتیکی زنان به دلایل فرهنگی یا سایر دلایل غیر درمانی تعریف شده است. وقتی زنان و دختران به دلیل اعمال غیربهداشتی FGM که منجر به عفونت یا مرگ و همچنین افزایش احتمال ابتلا به HIV/AIDS به دلیل ختنه زنان می‌شود، می‌میرند، ختنه کردن دستگاه تناسلی زنان منجر به زن‌کشی می‌شود.

### آسیا

#### ژاپن
در ژاپن، خشونت علیه زنان، در نگاه اول، مشکل بزرگی به نظر نمی‌رسد، نرخ کلی قتل در این کشور در میان پایین‌ترین نرخ‌ها در جهان است و زیر ۱ در هر ۱۰۰۰۰۰ نفر است و جرایم خیابانی نادر است. آزار و اذیت نیز غیر معمول است: زنان معمولاً هنگام بیرون رفتن از خانه در شب احساس امنیت می‌کنند. با این وجود، این حوزه قضایی یکی از بالاترین نرخ‌های قربانیان قتل زن به عنوان درصدی از کل قتل‌ها در جهان را دارد. طبق گزارش دفتر مبارزه با مواد مخدر و جرم سازمان ملل متحد (UNODC)، که در سال ۲۰۱۴ منتشر شد، ژاپن به همراه هنگ کنگ با زنانی که ۵۲٫۹ درصد از کل قربانیان قتل را تشکیل می‌دهند در صدر رتبه‌بندی قرار دارند پس از آن کره جنوبی با ۵۲٫۵ درصد قرار دارد.

#### هند
ریتا بانرجی، نویسنده فمینیست و بنیانگذار کمپین ۵۰ میلیون گمشده برای پایان دادن به خشونت جنسی در هند، گفته است که میلیون‌ها دختر و زن در اثر انواع مختلف زن کشی کشته می‌شوند که در گروه‌های سنی مختلف گسترش می‌یابد. در یک سمپوزیوم سازمان ملل در مورد زن کشی در وین در ۲۶ نوامبر ۲۰۱۲، او در مورد شش شکل رایج زن کشی در هند صحبت کرد. اینها شامل نوزادکشی دختران، قتل دختران زیر شش سال از طریق گرسنگی و خشونت، کشتن زنان به دلیل سقط جنین اجباری، قتل‌های ناموسی، قتل‌های جهیزیه، و قتل جادوگران بود. بسیاری از قتل زنان در هند علیه دختران انجام می‌شود. علیرغم اصلاحات حقوقی مترقی در بسیاری از بخش‌های منطقه، ارزش‌های مردسالارانه قوی حفظ شده و به تداوم تبعیت زنان کمک می‌کند. به گفته گزارشگر ویژه شورای حقوق بشر در مورد خشونت علیه زنان، عوامل کلیدی پشت قتل‌های جنسیتی زنان در آسیا، اهمیت بالای عفت زنان و تبعیت آنها در جامعه بزرگتر است. به عنوان مثال، در حالی که قانون مجازات هند اکنون به‌طور خاص مهریه را ممنوع می‌کند، تعداد گزارش شده مرگ و میر زنان ناشی از مهریه از ۴۸۳۶ به ۸۳۸۳ در طول بیست سال گذشته (۱۹۹۰–۲۰۰۹) تقریباً دو برابر شده است. این قانون همچنین به دلیل تأثیر کم در جرم انگاری مجرمان مورد انتقاد قرار می‌گیرد که در نرخ محکومیت پایین ده درصد ذکر شده است. خودکشی علت اصلی مرگ و میر زنان نپالی در گروه سنی باروری است که دلایل آن شامل آزار خانگی، ازدواج اجباری، اخراج زنان بیوه و فقدان حقوق مالکیت است. در این زمینه پذیرش و احترام کمتری از دختران و زنان جوان و اغلب عدم حمایت خانواده وجود دارد که منجر به انواع مختلفی از زن کشی و خشونت مبتنی بر جنسیت چون قتل‌های ناموسی، اسیدپاشی، شکار جادوگران، جنین کشی، و خشونت مبتنی بر جنسیت در طول درگیری‌های طبقه ای و جمعی در منطقه می‌شود.

#### چین
نوزادکشی دختر در چین سنتی رایج بود، جایی که سختی‌های طبیعی مانند قحطی هنجارهای فرهنگی را به نفع پسران تقویت می‌کرد و خانواده‌های تحت فشار را تشویق می‌کرد تا دختران نوزاد خود را رها کرده یا بکشند. علاوه بر این، دختران به دلیل اینکه جنسیت نیز برای سیستم پرستش اجداد که در آن تنها پسران مجاز به انجام قربانی‌های آیینی بودند، بسیار مهم بود؛ بنابراین، «اگر زن و شوهری موفق به تولید پسر نشدند، پیوندهای حیاتی آن با گذشته و آینده از بین می‌رفت».

### اروپا
در اروپا، آژانس‌ها ابتکاراتی را در زمینه جنسیت و خشونت، اما نه به‌طور خاص در مورد زن کشی، حمایت مالی کرده‌اند. تحقیقات در مراحل اولیه و ناهماهنگ است. سیاستگذاران ملی گزارش‌های اتحادیه اروپا نشان می‌دهد که در طول دوره قرنطینه بیماری همه گیر در بسیاری از کشورها به حمایت بیشتری نیاز بوده است

## راهکارهای قانونی
امروزه میلیون‌ها زن در سراسر جهان در نتیجه قتل عمدی علیه آنها کشته می‌شوند. راه حل‌های این مشکل شامل وضع قوانین و سیاست‌های خشونت علیه زنان است. تکنیک‌هایی که می‌توان توسعه داد شامل سیاست‌های پیشگیری از جرم است که با هدف خشونت خانگی و خانوادگی است. علاوه بر این، کشورهای سراسر جهان باید وضعیت زنان را در کشورهای خود توسعه دهند و قوانینی در مورد برابری جنسیتی ایجاد کنند. به عنوان مثال، در آمریکای لاتین قوانین جدید بسیاری برای برچسب زدن قتل زنان به عنوان زن کشی یا زنانه کشی وجود دارد. زن کشی به قتل زن توسط مرد بر اساس زن ستیزی گفته می‌شود. در عین حال، زن کشی فراتر از این تعریف است و همدستی دولت در تداوم خشونت علیه زنان را در بر می‌گیرد. این تغییرات به دلیل هنجارهای جهانی حقوق بشر مانند کنوانسیون بین آمریکایی ۱۹۹۴ در مورد پیشگیری و ریشه کنی خشونت علیه زنان ایجاد شده است که بیان می‌کند که خشونت جنسیتی مسئولیت دولت است. با این وجود هنجارهای بین‌المللی تنظیم نمی‌شوند. آنها نحوه اعمال قوانین و سیاست‌های جدید را برای اعمال خشونت علیه زنان اجرا نمی‌کنند.